# Anöstrie
Als Anöstrie bezeichnet man in der Tiermedizin das Ausbleiben der Brunst. Der Begriff kann sowohl das völlige Ausbleiben des Sexualzyklus, hier besser als Azyklie zu bezeichnen, als auch das stille Ablaufen des Sexualzyklus („stille Brunst“, Anaphrodisie) bezeichnen. Ursache ist eine gestörte Eierstockfunktion.
Physiologisch ist eine Anöstrie vor der Pubertät und während der Trächtigkeit. Eine Azyklie kann bei Fehlbildungen der Eierstöcke angeboren sein. Sie kann aber auch bei widrigen Umweltbedingungen, Mangelernährung („Hungersterilität“), nach Schwergeburten sowie bei sehr hoher Milchleistung, Pyometra, Ovarialzysten und Eierstocktumoren auftreten. Bei Hündinnen kommen auch Schilddrüsenunterfunktion, Hyperprolaktinämie und Nebennierenüberfunktion als Ursachen in Betracht. Die Behandlung richtet sich nach der Ursache.